# Station fantôme

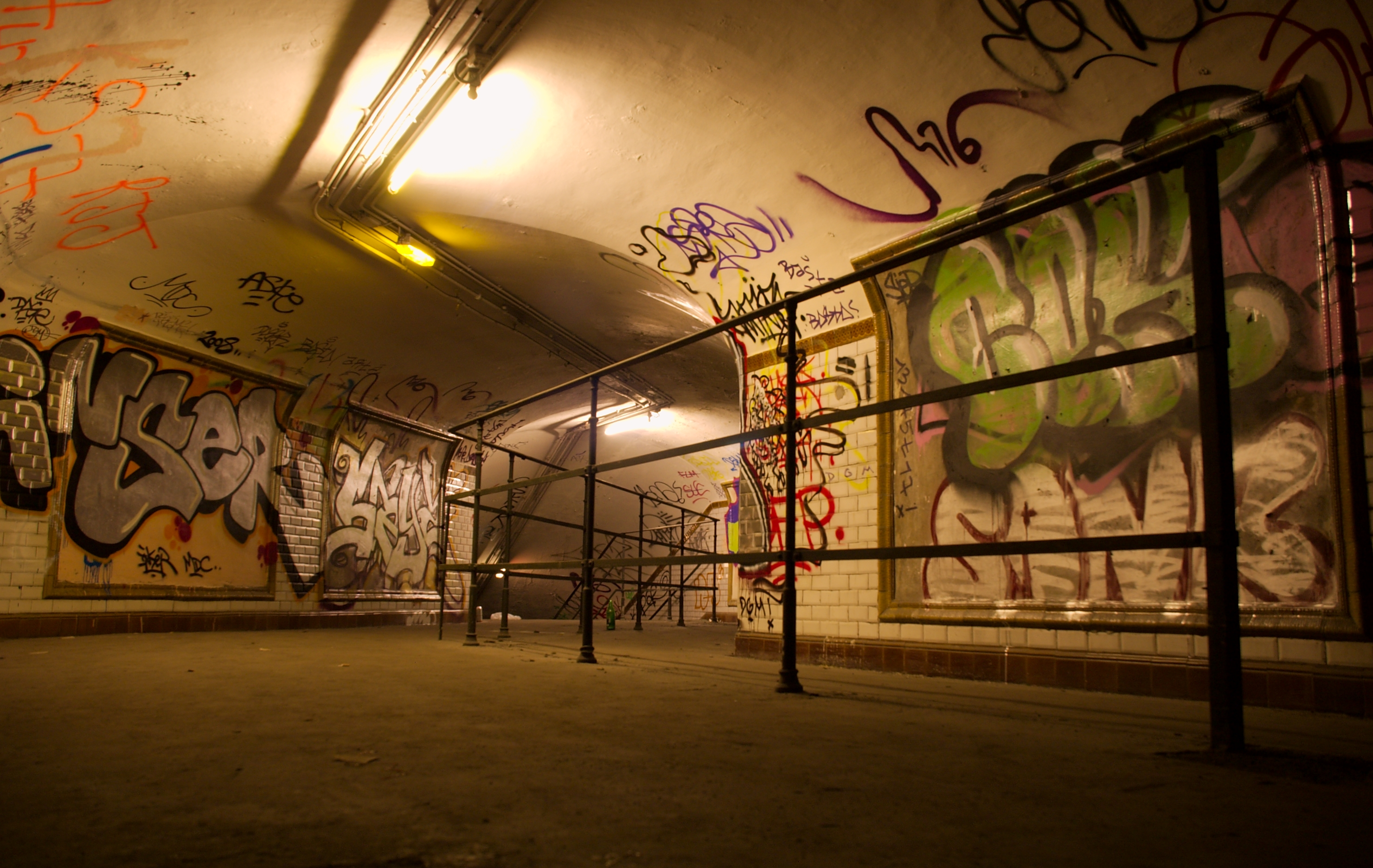
Saint-Martin, une station fantôme dans le métro parisien.

Une station fantôme est une station de réseau métropolitain abandonnée ou désaffectée.

## Historique
Le nom de « station fantôme » fait référence au mot allemand Geisterbahnhöfe dont il est une traduction, terme à l'origine utilisé pour décrire certaines stations du réseau de métro de Berlin (l'U-Bahn et S-Bahn) fermées pendant la période de la division de Berlin pendant la Guerre froide.
En août 1961 la République démocratique allemande construit le mur de Berlin, en coupant la liberté de mouvement entre l'Est et Berlin-Ouest. En conséquence, le transport en commun a également été divisé en deux. Certaines lignes, divisées entre les deux juridictions, desservaient uniquement les stations de leur zone. Le nom de Geisterbahnhöfe vient des Occidentaux qui regardaient passer par les fenêtres ces stations désertes. Toutefois, le terme n'a jamais été officiel, des cartes de métro de l'Ouest de Berlin de l'époque qualifiaient ces stations de Bahnhöfe, auf denen die Züge nicht halten — « stations où les trains ne s'arrêtent pas. »

## Liste de stations fantômes

### Allemagne
- Duisburg-Angerbogen
- Hamburg-Hellkamp
- Stuttgart-Zuffenhausen

#### Berlin
Gares du S-Bahn fermées de 1961 à 1989-1990, en raison de la partition de la ville
- Bornholmer Straße
- Unter den Linden, actuelle Brandenburger Tor
- Nordbahnhof
- Oranienburger Straße
- Potsdamer Platz

Stations du U-Bahn fermées de 1961 à 1989-1990, en raison de la partition de la ville
- Alexanderplatz
- Bernauer Straße
- Französische Straße (fermée de nouveau à partir de 2020)
- Heinrich-Heine-Straße
- Jannowitzbrücke
- Nordbahnhof, actuelle Naturkundemuseum
- Oranienburger Tor
- Rosenthaler Platz
- Schwartzkopffstraße
- Stadtmitte
- Unter den Linden, actuelle Brandenburger Tor
- Weinmeisterstraße

### Belgique
- Sainctelette (métro de Bruxelles)

### Brésil
- Paraíso (métro de São Paulo), quais de la branche Moema
- Pedro II (métro de São Paulo), quais souterrains qui desserviraient la ligne Sud-Est-Sud-Ouest, mais qui n'auraient pas été mis en service
- Parada Pirelli (CPTM São Paulo)
- Gare de Paranapiacaba (CPTM São Paulo)
- Monhangaba/station Walmart  (métro de Rio de Janeiro)

### Canada
- Lower Bay (métro de Toronto)
- Lower Queen (métro de Toronto), à la suite de l'abandon du projet de la ligne de métro sous Queen Street.
- Municipal Building (métro de Calgary)

### Chine
- Fushouling (métro de Pékin)
- Station Rumsey (métro de Hong Kong)

### Corée du Nord
- Station Kwangmyŏng (métro de Pyongyang), fermée depuis 1995 lorsque le mausolée de Kim Il-sung a été ouvert au-dessus de cette station.

### Corée du Sud
- Station Jeungsan (métro de Busan)
- Station Magongnaru (métro de Séoul)
- Station Magok (métro de Séoul), anciennement fermée pour une durée indéfinie en raison d'un nombre faible d'usagers, récemment rénovée et rouverte

### Danemark
- station Ellebjerg  (métro de Køgebugtbanen)

### Espagne
- stations Chamberí et Arroyofresno (ouverte en 2019) du métro de Madrid.
- stations Correus, Gaudí et Banco du métro de Barcelone[1].

### États-Unis
- Neuf stations du métro de New York, ainsi que deux autres stations sur le système PATH (par exemple City Hall)
- Franklin Square et Spring Garden à Philadelphie
- Sept stations à Chicago
- la station Eureka à San Francisco
- Subway Terminal à Los Angeles
- la station Knox-Henderson  à Dallas
- la station Bicentennial Park à Miami
- la station Harvard-Holyoke près de Boston (en usage de janvier 1981 à août 1983)
- Une partie de la station Gateway Center au vieux Pittsburgh
- la station Michigan Central à Détroit

### Finlande
- Munkkivuori (métro d'Helsinki)

### France

#### Lille
- Saint-Sauveur (Ligne 2 du métro de Lille)

#### Paris
- Arsenal (métro de Paris)
- Champ de Mars (métro de Paris)
- Croix-Rouge (métro de Paris)
- Haxo (métro de Paris)
- Martin Nadaud (métro de Paris)
- Porte des Lilas - Cinéma (métro de Paris)
- Porte Molitor (métro de Paris)
- Saint-Martin (métro de Paris)

#### Toulouse
- Niel (Ligne B du métro de Toulouse)

### Norvège
- Valkyrie plass (métro d'Oslo)
- Volvat (métro d'Oslo)
- Elisenberg (tunnel d'Oslo)

### Royaume-Uni

#### Londres
- Aldgate East (District Line)
- Aldwych[2],[3] (Piccadilly Line)
- Aylesbury (Metropolitan line)
- British Museum (Central Line)
- Brompton Road (Piccadilly)
- Charing Cross (Jubilee line)
- Down Street (Piccadilly)
- Earl's Court (District et Piccadilly)
- Hillingdon (Metropolitan et Piccadilly)
- Holborn (Central et Piccadilly)
- Hounslow Town (District)
- King's Cross St. Pancras (Metropolitan)
- King William Street (Northern line)
- Lord's (Metropolitan)
- Marlborough Road (Metropolitan)
- Northfields (Piccadilly)
- Osterley (Piccadilly)
- Preston Road (Metropolitan)
- Shepherd's Bush (Hammersmith & City line)
- Shoreditch (East London line)
- South Harrow (Piccadilly)
- Swiss Cottage (Metropolitan Line)
- Uxbridge (Metropolitan et Piccadilly)
- Windsor (District)

### Russie
- Stadion Spartak (métro de Moscou)
- Vystavochnaya (métro de Moscou)
- Pervomayskaya et Kaluzhskaya (métro de Moscou)
- Park Pobedy (métro de Moscou)
- Dachnoye (métro de Saint-Pétersbourg)

### Suède
- Kymlinge (métro de Stockholm)
- Rannebergen (Göteborg), station souterraine de tramways jamais utilisée.

### Ukraine
- Lvivska Brama (métro de Kiev)